# كهف حجرة النجمة
كهف حجرة النجمة (بالإنجليزية: Star Chamber Cave)‏ هو كهف يقع ضمن أقاليم ما وراء البحار البريطانية في منطقة جبل طارق التابعة للتاج البريطاني.